# Carlos Santana & Buddy Miles! Live!
Carlos Santana & Buddy Miles! Live! é um álbum ao vivo lançado em 7 de junho de 1972 pelos músicos Carlos Santana e Buddy Miles.
O álbum chegou à 6ª posição na parada da Billboard.
| Críticas profissionais                                                      | Críticas profissionais |
| Avaliações da crítica                                                       | Avaliações da crítica  |
| Fonte                                                                       | Avaliação              |
| --------------------------------------------------------------------------- | ---------------------- |
| Allmusic                                                                    | [ 2 ]                  |
| Esta tabela precisa de ser acompanhada por texto em prosa. Consulte o guia. |                        |

## Faixas
1. "Marbles" (McLaughlin) – 4:18
2. "Lava" (Miles) – 2:10
3. "Evil Ways" (Henry) – 6:36
4. "Faith Interlude" (Miles, Santana) – 2:13
5. "Them Changes" (Miles) – 5:50
6. "Free Form Funkafide Filth" (Errico, Johnson, Miles) – 24:54

## Formação
- Carlos Santana - guitarra, vocais
- Buddy Miles - bateria, percussão, congas, vocais
- Ron Johnson - baixo
- Bob Hogins - bateria
- Greg Errico - bateria
- Richard Clark - bateria, percussão, congas
- Coke Escovedo - bateria, percussão, tímbales.
- Mingo Lewis - percussão
- Mike Carabello - percussão, congas
- Victor Pantoja - percussão, congas
- Hadley Caliman - flauta, saxofone
- Luis Gasca - trompete